# Renato Rocha (baixista)
Renato da Silva Rocha (Rio de Janeiro, 27 de maio de 1961 – Guarujá, 22 de fevereiro de 2015), também conhecido como Negrete ou Billy, foi um cantor, compositor e músico brasileiro.
Era baixista e compositor da banda Legião Urbana, e participou dos três primeiros discos do grupo: Legião Urbana, Dois e Que País É Este.

## Infância e adolescência
Renato Rocha nasceu no bairro São Cristóvão, no Rio de Janeiro, em 1961, mas mudou-se para Brasília em 1970, aos nove anos, porque seu pai, militar, havia sido transferido para a capital nacional. Em 1974, Renato Rocha mudou-se para a quadra 306, onde passou a ter contato com a banda Tela, uma das várias bandas brasilienses surgidas na década de 1970. Nessa época, Rocha também começou a fazer bicicross (BMX). Apesar do contato com a banda Tela, Rocha nunca a integrou.
Os primeiros apelidos de Renato Rocha foram: Renatão, por causa de seu tamanho, e Romeu, herói olímpico grego das lutas – o músico sempre foi brigão. Quando entrou para o time de vôlei da AABB (Associação Atlética Banco do Brasil), ganhou o apelido de Negrelle, que foi um famoso jogador do clube. Mais tarde, porém, o apelido foi mudado para Negrete, numa brincadeira de seus amigos com o sotaque francês. Ainda em Brasília, Renato Rocha foi membro dos Cabeças Raspadas, subcultura urbana inspirada nos skinheads ingleses da década de 70.
Renato Rocha mudou-se logo depois para a Quadra 106, onde passou a ser amigo de Geruza, a ex-integrante das bandas Escola de Escândalos e Blitz 64. Nessa mesma época, através de Geruza, Renato Rocha conheceu André Pretorius, Renato Russo e Fê Lemos.

## Carreira
A primeira banda que Rocha integrou foi a Gestapo. A banda era formada por Lulu Gouveia; Judas; Joãozinho Viradinha (que depois virou cantor Gospel) e Renato Rocha. Depois, Negrete formou com Toninho Maia a banda Smegma.
Em 1981, ele passou a integrar a banda Dents Kents, composta ainda por Fred (vocal); Ameba (bateria – que mais tarde mudou seu nome para Jander e foi para o Plebe Rude); Feijão (guitarra). O Dents Kents existiu de 1981 a 1982.

### Na Legião Urbana

Renato Rocha, Marcelo Bonfá, Renato Russo e Dado Villa-Lobos na capa do álbum Que País É Este.

A Legião Urbana originalmente era um trio, com Renato Russo (baixo), Dado Villa-Lobos (guitarra) e Marcelo Bonfá (bateria). Renato Rocha ingressou na Legião Urbana logo depois de a banda ter assinado o contrato com a EMI, em 1984, a quatro dias do início das gravações do primeiro LP da banda, auto-intitulado. O motivo foi a tentativa de suicídio de Renato Russo ao cortar os pulsos, ficando assim impossibilitado de gravar. Renato Rocha já era amigo de Marcelo Bonfá, o que facilitou sua entrada para a banda. A partir daí, virou integrante fixo do grupo e compôs "Quase sem Querer" e "Daniel na Cova dos Leões", entre outras canções junto com os membros da banda.
Renato Rocha deixou a Legião em 1989, quando a banda estava prestes a assinar o contrato do álbum As Quatro Estações. Em uma entrevista concedida anos mais tarde, ele afirmou que foi expulso por Renato Russo que, saindo de um elevador, disse: "Você está fora da minha banda". Em entrevistas posteriores, Dado Villa-Lobos revelou que os reais motivos da saída de Negrete foram devido aos seus problemas pessoais com bebidas e atrasos em shows.
Após anos, Billy foi convidado a fazer uma participação no álbum Uma Outra Estação, tocando baixo na faixa "Riding Song", que se tratava de uma faixa em que a passagem dos demais instrumentos e o coral do refrão já estavam gravados por Dado e Bonfá. Contudo, como já não havia a voz de Renato Russo, a gravadora utilizou depoimentos gravados em 1986 dos quatro membros da banda em cima do arranjo.

### Depois da Legião Urbana
Depois da Legião Urbana, Renato Rocha integrou a banda Cartilage (não confundir com Cartilage, banda de death metal da Finlândia), na qual lançou os discos Cartilage Virtual e Solana Star, cujo nome fazia referência ao navio Solana Star, que naufragou em 1987.

## Graves problemas financeiros e apoio de amigos
Em 25 de março de 2012, o programa jornalístico Domingo Espetacular, da Record, exibiu uma matéria em que mostrava que o baixista encontrava-se em situação de rua no Rio de Janeiro. A reportagem descrevia a série de acontecimentos que o levaram a perder tudo e ir morar nas ruas cariocas. Especulava-se também do porquê de os direitos autorais, relacionados à obra da Legião Urbana, não serem suficientes para que o músico conseguisse tocar sua vida dignamente e também do porquê de sua vida ter se degradado tão profundamente. Ainda na reportagem, o Escritório Central de Arrecadação e Distribuição (ECAD) comunicou que repassava ao músico na época um valor de cerca de novecentos reais ao mês.
Antes ainda, em 2002, em uma entrevista, ele havia afirmado que a Legião Urbana rendia menos de mil reais por mês a ele. Também assumiu fazer uso de maconha, bebidas alcoólicas e que teve uma juventude marcada por estas e outras drogas.
Em 2013, Negrete subiu junto com outros músicos no palco montado no Estádio Nacional Mané Garrincha, no show "Renato Russo Sinfônico". Neste tributo, Renato Russo apareceu no palco na forma de projeção holográfica.
Em 2014, foi convidado para uma participação no projeto "Urbana Legion", idealizado por Egypcio, da banda Tihuana. Neste projeto, Negrete voltou aos palcos para tocar os sucessos do Legião Urbana, junto com o também ex-integrante Eduardo Paraná.

## Morte
Em 22 de fevereiro de 2015, por volta das 8h30, uma amiga encontrou o ex-baixista morto dentro de um hotel em Guarujá, no bairro da Enseada, no litoral de São Paulo, vítima de uma parada cardíaca. Eles estavam hospedados havia três dias no local, mas em quartos separados. Renato estava internado em uma clínica de reabilitação de dependentes químicos e tinha os finais de semana livres. O músico deixou um casal de filhos e uma neta. O enterro aconteceu em 24 de fevereiro de 2015 no Cemitério Memorial Parque Paulista em Embu das Artes na região da Grande São Paulo.

## Discografia

### Com a Legião Urbana
- 1985 - Legião Urbana
- 1986 - Dois
- 1987 - Que País É Este 1978/1987
- 1997 - Uma Outra Estação (Participação Especial no contrabaixo de "Riding Song")

### Com a Cartilage
Nos anos 1990, pós-Legião Urbana:
- Cartilage Virtual
- Solana Star

## Composições
Para a Legião Urbana:
- "Angra dos Reis" - com Renato Russo e Marcelo Bonfá
- "Daniel na Cova dos Leões" - com Renato Russo
- "Mais do Mesmo" - com Dado Villa-Lobos, Renato Russo e Marcelo Bonfá
- "Acrilic On Canvas" - com Dado Villa-Lobos, Renato Russo e Marcelo Bonfá
- "Plantas Embaixo do Aquário" - com Dado Villa-Lobos, Renato Russo e Marcelo Bonfá
- "Quase sem Querer" - com Dado-Villa Lobos e Renato Russo
- "A Dança" (apenas arranjos)

- Arranjos para contrabaixo nas faixas "Daniel na Cova dos Leões", "Quase Sem Querer", "Acrilic On Canvas", "Eduardo e Monica", "Tempo Perdido", "Plantas Embaixo do Aquário" e "Índios".